# Turizem v Ukrajini
Ukrajina je vsako leto privabljala več kot 20 milijonov tujih državljanov (23 milijonov leta 2012). Toda od leta 2014 se je to znižalo na približno 10 milijonov. Obiskovalci prihajajo predvsem iz vzhodne Evrope, pa tudi iz zahodne Evrope ter Turčije in Izraela.
Pred rusko-ukrajinsko vojno leta 2022, je Ukrajina po lestvici Svetovne turistične organizacije zasedala 8. mesto v Evropi po številu obiskov turistov. Ukrajina ima številne turistične znamenitosti: gorske dežele, primerne za smučanje, pohodništvo in ribolov: obala Črnega morja kot priljubljena poletna destinacija; naravni rezervati različnih ekosistemov; cerkve, grajske ruševine in druge arhitekturne in parkovne znamenitosti; različne točke dejavnosti na prostem. Kijev, Lvov, Odesa in Kamjanec-Podilski so bili glavna turistična središča Ukrajine, od katerih je vsak ponujal številne zgodovinske znamenitosti in izredno gostoljubno infrastrukturo. Turizem je bil nekoč glavni steber gospodarstva Krima, vendar se je število obiskovalcev po ruski priključitvi Krima leta 2014 močno zmanjšalo.
Sedem čudes Ukrajine in Sedem naravnih čudes Ukrajine sta izbor najpomembnejših znamenitosti Ukrajine, ki jih je izbrala širša javnost z glasovanjem na internetu.
Ukrajina je destinacija na stičišču med srednjo in vzhodno Evropo, med severom in jugom. Meji na Rusijo in ni daleč od Turčije. Ima gorske verige – Karpati, primerne za smučanje, pohodništvo, ribolov in lov. Obala Črnega morja je priljubljena poletna destinacija za dopustnike. Ukrajina ima vinograde, kjer pridelujejo domača vina, ruševine starih gradov, zgodovinske parke, pravoslavne, katoliške in protestantske cerkve ter nekaj mošej in sinagog. Kijev, glavno mesto države, ima številne edinstvene strukture, kot so katedrala Svete Sofije in široki bulvarji. Obstajajo tudi druga mesta, ki so turistom dobro znana, na primer pristaniško mesto Odesa in staro mesto Lviv na zahodu. Večina Zahodne Ukrajine, ki je bila pred drugo svetovno vojno znotraj meja Republike Poljske, je priljubljena destinacija Poljakov. Krim, majhna "celina" zase, je bil s svojim toplim podnebjem, razgibanimi gorami, planotami in starodavnimi ruševinami priljubljena počitniška destinacija turistov za kopanje ali sončenje na Črnem morju, čeprav je bila turistična trgovina močno prizadeta z strani Ruske okupacije in priključitve ozemlja leta 2014. Med tamkajšnjimi mesti sta: Sevastopol in Jalta – kraj Jaltske konference. Obiskovalci se lahko odpravijo tudi na križarjenje z ladjo po reki Dneper od Kijeva do obale Črnega morja. Ukrajinska kulinarika ima dolgo zgodovino in ponuja široko vrsto izvirnih jedi. 
Turistična industrija v državi se na splošno šteje za nerazvito, vendar zagotavlja ključno podporo ukrajinskemu gospodarstvu. Ukrajina ima določene prednosti, vključno z veliko nižjimi stroški kot druge evropske destinacije, pa tudi dostop brez vizumov za večino ljudi iz Evrope, nekdanje Sovjetske zveze in Severne Amerike. Od leta 2005 državljani Evropske unije in EFTA, Združenih držav Amerike, Kanade, Japonske in Južne Koreje ne potrebujejo več vizuma za obisk Ukrajine v turistične namene. Prav tako vizum ni bil potreben za državljane Rusije in drugih držav CIS (razen Turkmenistana).

## Galerija
- Kijev - glavno mesto države
- Lviv
- Odesa
- Grad Kamjanec-Podilski, eno od sedmih čudes Ukrajine
- Slap Ženec v Ivano-Frankivski oblasti
- Gorovje Karpati
- Kanjon Buki v Čerkasijski oblasti
- Nacionalni naravni park Dnestrskega kanjona